# Spanochelus
Spanochelus är ett släkte av skalbaggar. Spanochelus ingår i familjen vivlar.
Kladogram enligt Catalogue of Life:
| Spanochelus | \| \| Spanochelus planirostris \| \| \| \| |
|             | \| \| Spanochelus planirostris \| \| \| \| |
|             | Spanochelus planirostris                   |
|             |                                            |